# Comuna Zažablje, Dubrovnik-Neretva
Zažablje este o comună în cantonul Dubrovnik-Neretva, Croația, având o populație de 757 de locuitori (2011).

## Demografie
Componența etnică a comunei Zažablje
     Croați (99,74%)
     Necunoscut (0%)
     Neclasificat (0,13%)
Componența confesională a comunei Zažablje
     Catolici (99,6%)
     Necunoscută (0,26%)
     Religii orientale (0,13%)
Conform recensământului din 2011, comuna Zažablje avea 757 de locuitori. Din punct de vedere etnic, majoritatea locuitorilor (99,74%) erau croați. Din punct de vedere confesional, majoritatea locuitorilor (99,6%) erau catolici. Pentru 0,26% din locuitori nu este cunoscută apartenența confesională.